# Pseudosphegesthes cinerea
Pseudosphegesthes cinerea là một loài bọ cánh cứng trong họ Cerambycidae.